# 我的體育老師 (電影)
《我的體育老師》是中國大陸電影，由周勇擔任導演，孙嘉麟、魏璐、仟承主演。2022年1月7日上映。劇情講述南武中學新來的體育老師拒絕被其他科老師佔用體育課時間，捍衛高三學生上體育課權利的故事。整部影片於2019年暑假期間，在廣州市南武中學攝製。

## 劇情概要
南武中學新來的體育老師劉昊辰，在其他老師頻頻強佔體育課和家長認為「體育課不重要」的情形下，堅持捍衛學生上體育課的權利，經過一系列的波折後，最終為學生取得上體育課的權利。

## 主要演員
| 角色   | 演員   | 人設                                                |
| ------ | ------ | --------------------------------------------------- |
| 劉昊辰 | 孫嘉麟 | 南武中學新來的體育老師                              |
| 吳美麗 | 魏璐   | 高三（2）班班主任及語文老師                         |
| 周寧   | 仟承   | 高三（2）班學生，夢想是打羽毛球，因此與家人產生爭執 |
| 韓明明 | 馮依依 | 高三（2）班學生，學習成績最好，夢想是考上清華大學   |

## 製作

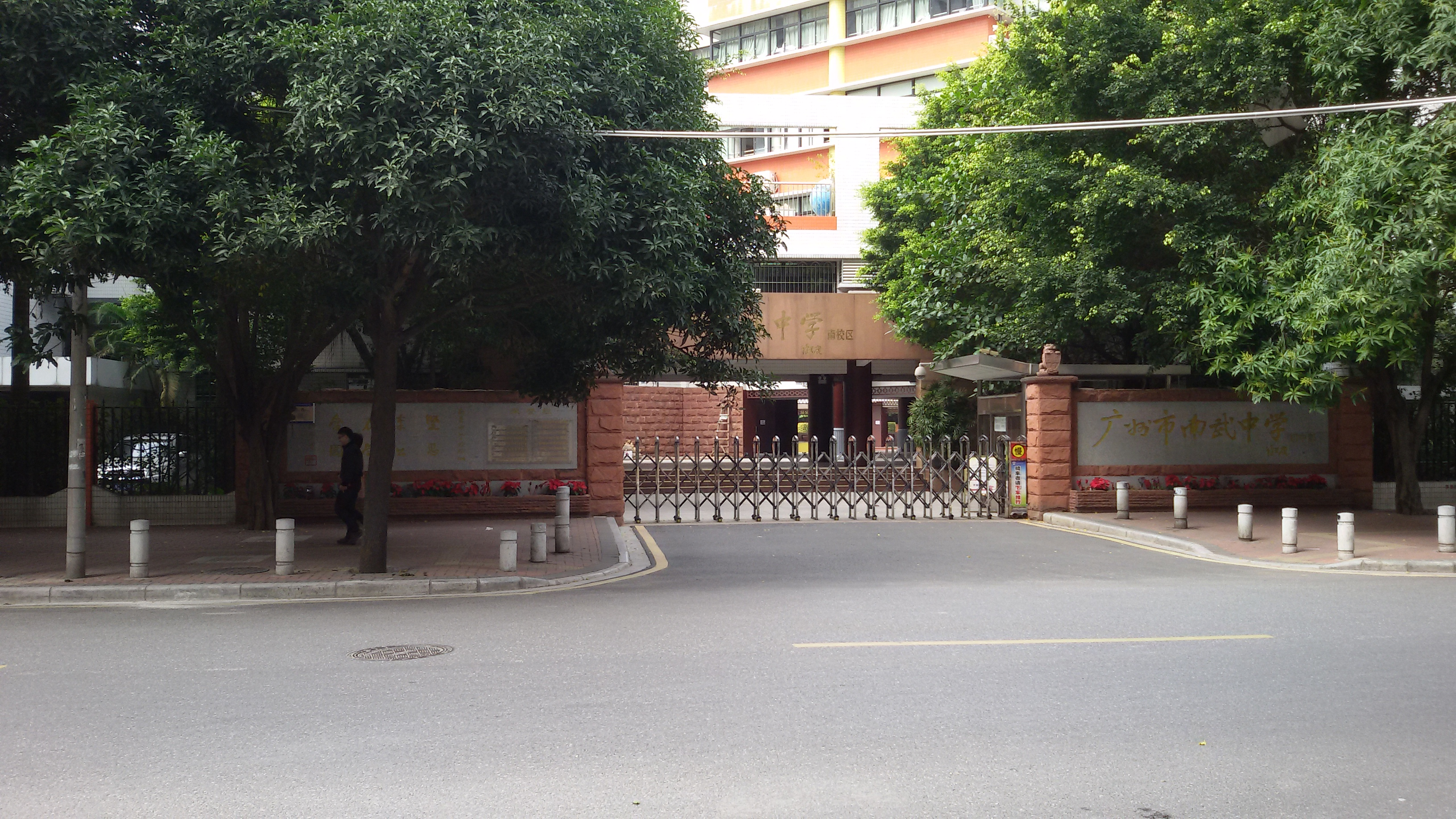
影片主要在南武中學初中部攝製

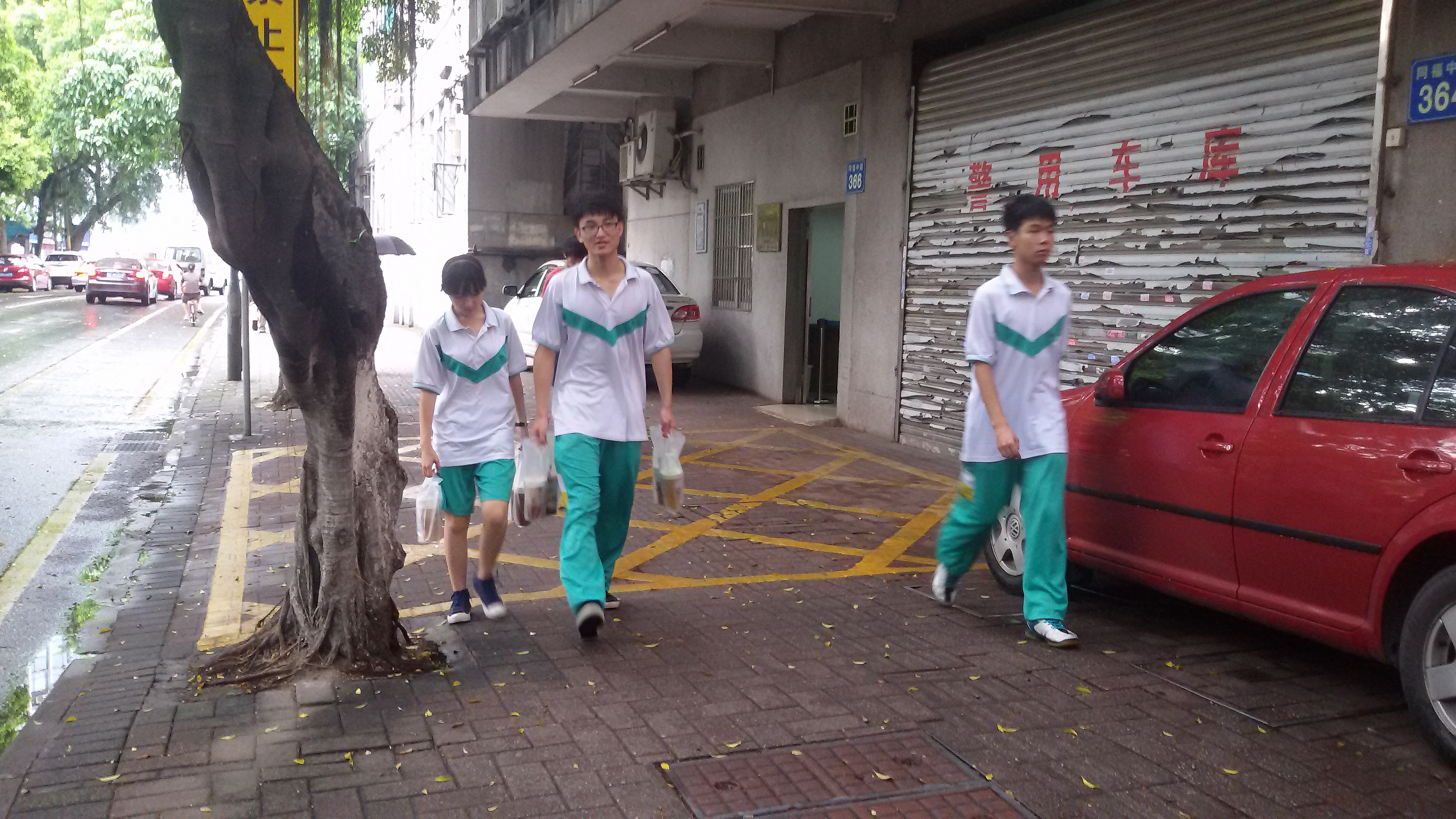
影片中學生均穿著南武中學的運動服（圖片非當事演員）

此電影於2019年暑假期間，在廣州市南武中學初中部攝製。南武中學的「南武操」以及羽毛球、田徑、籃球等體育項目也在影片中展示。片中高三（2）班的學生大多數演員都是南武中學的素人學生，經歷了15天的強化訓練後參與拍攝。而影片動用了南武中學初、高中部有近5000名學生充當群眾演員。除南武中學主場景外，其他影片外景全部取自廣州。
廣州市教育局重視此片的拍攝，廣州市60多位特級老師參加片尾彩蛋的拍攝，而「全國道德模範」賴宣治還率領花都跳繩隊參與影片中跳繩的表演。
影片主要在廣州市南武中學初中部取景，另外也有在太古倉、小海燕剧场、廣醫二院以及宝岗体育场取景。此外，影片亦穿插廣州塔、獵德大橋、海心沙、珠江新城、花城廣場、黃埔大道、二沙島以及廣州大橋等景觀。

## 評價
廣州市教育局的有關負責人表示，《我的體育老師》是一部反映和聚焦學校體育課、聚焦教育問題的影片，批判了「重文化、輕體育」的思想，影片展現了當代高中生的校園生活、青春風貌，真實地反映了廣州市學校體育人的努力和成效。
而南方都市報轉述了許多觀眾的評語，認為影片「有營養」、「看後很受用」、「給學生帶來力量」。中國電影家協會秘書長閆少非用16個字形容這部電影「青春洋溢，熱情爽朗，陽光向上，立志動情」。中國電影家協會電影文學創作委員會主任張思濤認為「該片與大膽反映了生活中的矛盾」。中國電影評論學會副會長趙軍則認為《我的體育老師》是他看過的校園體育題材電影中「最好的一部」。廣州大學教授、粵港澳大灣區影視創作研究院院長姚睿認為該片「格調清新」，「開啟了青春片的一條清新之路」。《文藝報》藝術評論部主任高小立認為《我的體育老師》「是一部真正回歸校園真實生活的影片」。

## 榮譽
| 年份 | 典禮名稱                           | 獎項               | 結果 |
| ---- | ---------------------------------- | ------------------ | ---- |
| 2021 | 法国尼斯国际电影节国际长片单元     | 外语片最佳导演     | 提名 |
| 2021 | 法国尼斯国际电影节国际长片单元     | 最佳长片           | 提名 |
| 2021 | 法国尼斯国际电影节国际长片单元     | 外语片最佳原创剧本 | 提名 |
| 2021 | 法国尼斯国际电影节国际长片单元     | 最佳场景设计       | 提名 |
| 2021 | 法国尼斯国际电影节国际长片单元     | 最佳外语片         | 提名 |
| 2021 | 第十七届中美电影节                 | 金天使奖           | 提名 |
| 2021 | 第十八届美国圣地亚哥国际儿童电影节 | 最佳长片           | 提名 |
| 2021 | 第三届香港国际青年电影节儿童片单元 | 最佳儿童影片       | 獲獎 |
| 2021 | 第六届中国·郑州“金童象”儿童电影周  | 优秀故事片         | 獲獎 |

## 外部連結
- 豆瓣电影上《我的體育老師》的資料 （简体中文）
- 时光网上《我的體育老師》的資料（简体中文）